# بنوم تشنورك
بنوم تشنورك هو معبد كهف هندوسي في محافظة كامبوت، جنوب كمبوديا، يقع على بعد حوالي 5 أميال (8.0 كم) شمال شرق مدينة كامبوت. تم بناء المعبد في القرن السابع من الطوب فونان المخصص لشيفا. يتم الوصول إليه عرض السلالم الحجرية.